# Android-x86
Android-x86 é um projeto de código aberto que faz uma portabilidade não oficial do sistema operacional móvel Android do Google para rodar em dispositivos com processadores AMD e Intel x86, ao invés de chips ARM baseados em RISC.

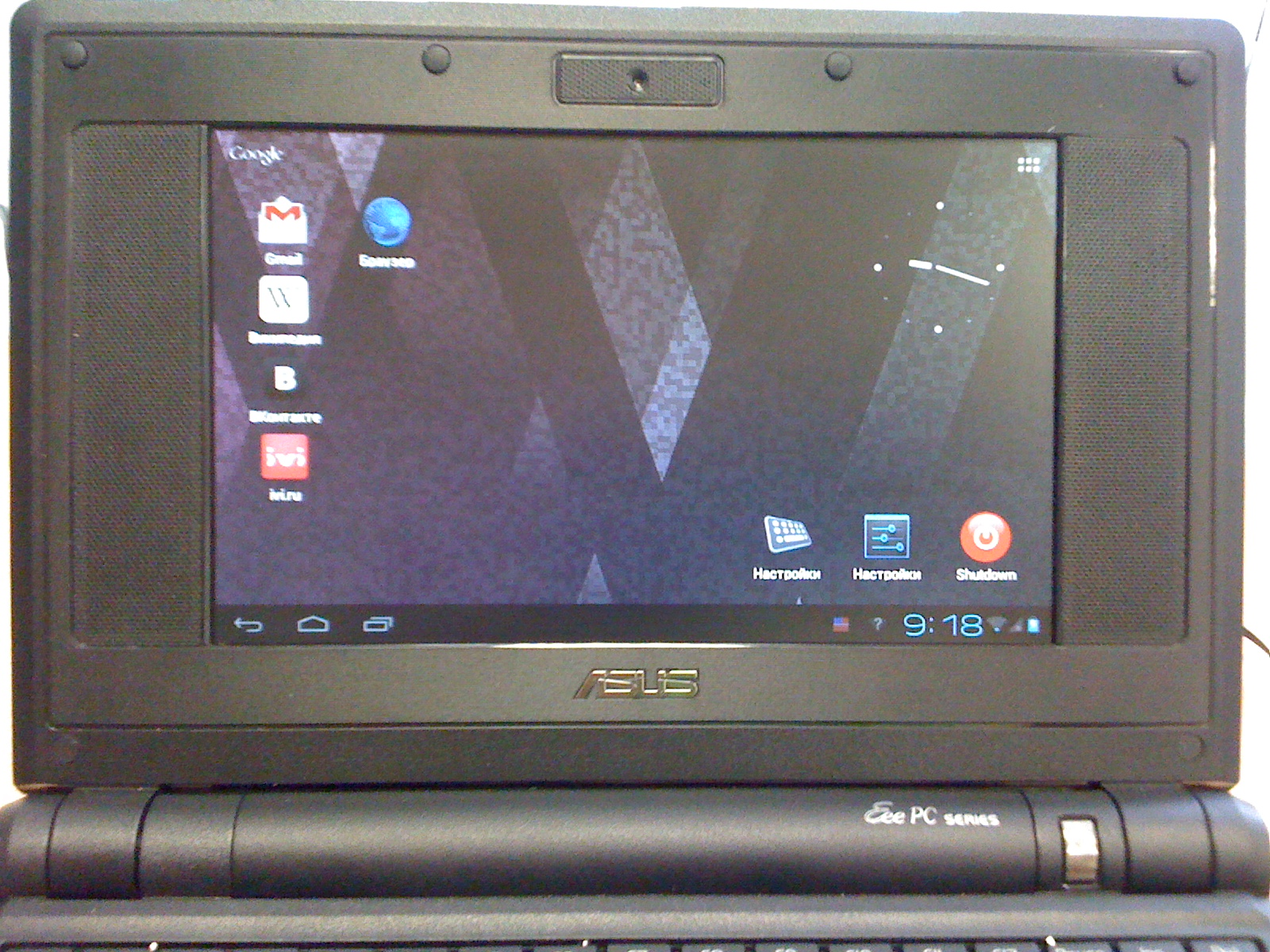
Android x86 (ver. 4.0) on EeePC 701 4G

Os desenvolvedores Chih-Wei Huang e Yi Sun originaram o projeto em 2009. O projeto começou como uma série de patches para o código-fonte do Android para permitir que o Android rodasse em vários netbooks, tablets e PCs ultramoveis. Mais tarde, Yi desistiu devido a assuntos pessoais. Huang é o atual mantenedor do projeto. Os desenvolvedores ativos atualmente incluem Mauro Rossi e Michael Goffioul.[carece de fontes?]

## Visão Geral
O sistema operacional é baseado no Android Open Source Project (AOSP) com algumas modificações e melhorias. Alguns componentes são desenvolvidos pelo projeto que permitem sua execução na arquitetura de PC. Por exemplo, alguns componentes de baixo nível são substituídos para se adequar melhor à plataforma, como o kernel e HALs. O sistema operacional permite a aceleração de hardware OpenGL ES via Mesa se forem detectados GPUs suportados, incluindo Intel GMA, AMD Radeon, chipsets da Nvidia (Nouveau), VMware (vmwgfx) e QEMU (virgl). Sem uma GPU compatível, o sistema operacional pode ser executado em modo não acelerado por meio de renderização de software. Desde a versão 7.1, o renderizador de software foi implementado por meio do projeto SwiftShader.[carece de fontes?]

Como uma distribuição normal do Linux , o projeto libera imagens ISO pré-construídas que podem ser executadas no modo ao vivo ou instaladas em um disco rígido no sistema de destino. Desde a versão 4.4-r2, o projeto também libera efi_img que pode ser usado para criar um USB ativo para ser inicializado em sistemas UEFI. Desde a versão 4.4-r4, o suporte UEFI foi unido às imagens ISO e efi_img foi marcado como obsoleto.
Exceto AOSP, a seguinte lista incompleta de componentes é desenvolvida do zero ou derivada de outros projetos de código aberto para formar todo o código - base Android-x86:
- Núcleo
- instalador
- drm_gralloc e gbm_gralloc
- Mesa
- SwiftShader
- Áudio
- Câmera
- GPS
- Luzes
- Camada de Interface de Rádio
- Sensores

Mais e mais componentes podem ser adicionados à versão atualizada.

## Projetos relacionados

### Projeto Celadon
Um projeto relacionado, Celadon (anteriormente Android-IA), foi produzido pela Intel que será executado em dispositivos UEFI mais novos. O projeto afirma que sua intenção é impulsionar o suporte e a inovação do Android na arquitetura Intel, além de fornecer um local para colaboração. Ele reutilizou o módulo HAL gráfico drm_gralloc do Android-x86 para oferecer suporte ao hardware Intel HD Graphics. De volta ao Android-IA, fornecia um FAQ com informações mais detalhadas.

### Remix OS
A Jide Technologies fez parceria com Chih-Wei Huang, o principal desenvolvedor do Android-x86, no Remix OS, um derivado de código fechado do Android-x86 projetado para uso em PCs convencionais. A primeira versão beta do Remix OS foi disponibilizada em 1 de março de 2016. O projeto foi descontinuado em 17 de julho de 2017.

### Android TV x86
No final de 2020, um membro sênior do XDA Developers criou a Android TV x86 para fornecer a Android TV para PCs, que "deve funcionar fora da caixa porque a ROM tem suas raízes no projeto Android-x86".